# Lauri Saarnio
Lauri Saarnio (till 1914 Bredström), född 13 april 1898 i Åbo, död 4 december 1978 i Helsingfors, var en finländsk läkare. Han var bror till Uuno Saarnio.
Saarnio, som var son till postiljonen Gustaf Erhard Bredström och Hilda Maria Martin, blev student 1918, medicine kandidat 1922, medicine licentiat 1927, medicine och kirurgie doktor 1938 och specialist i nerv- och sinnessjukdomar 1933. Han var underläkare vid Pitkäniemi sjukhus 1927–1928, kommunalläkare i Harjavalta och Kiukais 1928–1930, överläkare vid distriktssinnessjukhuset i Harjavalta 1933–1939, biträdande överläkare vid Lappvikens sjukhus 1941–1944, medicinalråd i Medicinalstyrelsen 1944–1947 och professor i neurologi och psykiatri vid Åbo universitet 1952–1963. Han var läkare vid Björneborgs stads psykiatriska rådgivningsstation 1937–1939 och expert för nerv- och sinnessjukdomar vid statens olycksfallsbyrå 1940–1942. Han var ordförande i Mannerheims barnskyddsförbunds mentalhygieniska utskott 1946 och i Krigsinvalidernas brödraförbunds direktion 1946-1947. Han blev medlem av Societé Moreau de Tours i Paris 1962.